# Comuna de Kołbiel
Kołbiel (polaco: Gmina Kołbiel) é uma gminy (comuna) na Polónia, na voivodia de Mazóvia e no condado de Otwocki. A sede do condado é a cidade de Kołbiel.
De acordo com os censos de 2004, a comuna tem 8067 habitantes, com uma densidade 75,8 hab/km².

## Área
Estende-se por uma área de 106,44 km², incluindo:
- área agricola: 71%
- área florestal: 20%

## Demografia
Dados de 30 de Junho 2004:
|                      | Total   | Total | Mulheres | Mulheres | Homens  | Homens |
| -------------------- | ------- | ----- | -------- | -------- | ------- | ------ |
|                      | pessoas | %     | pessoas  | %        | pessoas | %      |
| População            | 8067    | 100   | 4059     | 50,3     | 4008    | 49,7   |
| Densidade (pop./km²) | 75,8    | 100   | 38,1     | 38,1     | 37,7    | 37,7   |

De acordo com dados de 2002, o rendimento médio per capita ascendia a 1309,8 zł.

## Comunas vizinhas
- Celestynów, Mińsk Mazowiecki, Osieck, Pilawa, Siennica, Wiązowna